# La Vézère
La Vézère este o arie protejată (sit de importanță comunitară — SCI) din Franța întinsă pe o suprafață de 449 ha, integral pe uscat.

## Localizare
Centrul sitului La Vézère este situat la coordonatele 45°02′18″N 1°08′07″E / 45.03833°N 1.13528°E.

## Înființare
Situl La Vézère a fost declarat arie specială de conservare în baza directivei 92/43 din 1992 referitoare la conservarea habitatelor naturale și a faunei și florei sălbatice pentru a proteja 7 specii de animale.

## Biodiversitate
Situată în ecoregiunea atlantică, aria protejată conține 1 habitat natural: Liziere de ierburi înalte hidrofile de câmpie și de nivel montan până la alpin.
La baza desemnării sitului se află mai multe specii protejate:
- nevertebrate (1): Austropotamobius pallipes
- pești (6): Alosa alosa, Lampetra fluviatilis, cicar (Lampetra planeri), Petromyzon marinus, boarță (Rhodeus amarus), somonul (Salmo salar)